# Synaptula spinifera
Synaptula spinifera is een zeekomkommer uit de familie Synaptidae.
De wetenschappelijke naam van de soort werd in 1996 gepubliceerd door C. Massin & T. Tomascik.